# Ambíorix
Ambíorix o Ambiòrix (en llatí Ambĭŏrīx) era el cap dels eburons, un poble gal entre el Mosa i el Rin, que havien estat tributaris dels atuàtucs, però als qui Juli Cèsar va alliberar del tribut abans de l'any 54 aC.
En aquest any Cèsar va mobilitzar una legió i cinc cohorts sota el comandament de Quint Tituri Sabí i Luci Aurunculeu Cota, als que va enviar al territori dels eburons per passar allí l'hivern. Però al cap de quinze dies els eburons es van revoltar dirigits pels seus caps Ambíorix i Cativolc, i van assetjar el campament romà matant quasi tots els soldats quan van sortir sota promesa de salconduit a la batalla del Jeker. Llavors Ambíorix va incitar als atuàtucs i als nervis a la revolta i van atacar el camp de Quint Tul·li Ciceró que era al país dels nervis. Quint Tul·li Ciceró va aguantar l'atac i Cèsar va arribar amb més forces obligant a Ambíorix a aixecar el setge. L'any següent Ambíorix va seguir la guerra, però va patir diverses derrotes davant Cèsar. Segons Florus, va aconseguir escapar sense ser capturat i va passar el Rin. Amb l'esperit romàntic del segle xix, Ambíorix era considerat com un heroi i precursor de la resistència mil·lenari del poble belga contra els seus opressors. Una estàtua imaginada —no hi ha cap imatge històrica seva— es va erigir a la plaça major de la ciutat de Tongeren, l'antiga ciutat Atuàtuca dels Tungres.